# Cantonul Avion
Cantonul Avion este un canton din arondismentul Lens, departamentul Pas-de-Calais, regiunea Nord-Pas-de-Calais, Franța.

## Comune
| Comune        | Populație (1999) | Cod poștal | Cod INSEE |
| ------------- | ---------------- | ---------- | --------- |
| Avion         | 18.298           | 62210      | 62065     |
| Méricourt (1) | 11.723           | 62680      | 62570     |